# Вятские Поляны (станция)
Вя́тские Поля́ны — железнодорожная станция Казанского региона Горьковской железной дороги. Расположена в городе Вятские Поляны Кировской области. Выполняет как грузовые, так и пассажирские операции.

## История
Железная дорога пришла в село Вятские Поляны 20 октября 1914 года, вскоре после начала строительства Казанбургской железной дороги, которая должна была соединить города Казань и Екатеринбург. В 1916 году было завершено строительство моста через реку Вятку, по мосту прошёл первый железнодорожный состав. Сама станция была открыта в 1919 году.
В 1984 году станция была электрифицирована переменным током в составе участка Агрыз — Шемордан. В 2008—2010 гг. здание вокзала Вятских Полян прошло капитальную реконструкцию.

## Описание
Железнодорожный вокзал расположен на северо-западной окраине города между Кооперативной улицей и улицей Дзержинского, в 3 километрах от правого берега реки Вятки.
Станция Вятские Поляны находится на двухпутной электрифицированной железнодорожной линии, на 939 километре Казанского хода Транссибирской магистрали. Станция включает в себя 8 основных путей, которые принимают грузовые и пассажирские поезда. Посадка и высадка пассажиров производится с одной боковой и одной островной платформы, переход между которыми возможен по наземному настилу, проложенному через первый и второй пути станции. Надземные/подземные переходы через пути отсутствуют.
От станции отходит несколько подъездных путей к промышленным предприятиям и складам: на территорию ООО «Поляны хлеб», к комбинату «Сокол» и др. На территории станции расположен район контактной сети «Вятские Поляны» и тяговая подстанция. Станция обслуживает поезда дальнего следования и пригородные электрички.

## Дальнее следование по станции
По графику 2021 года на станции останавливаются следующие поезда:

### Круглогодичное движение поездов
| № поезда                | Маршрут движения          | № поезда                | Маршрут движения          |
| ----------------------- | ------------------------- | ----------------------- | ------------------------- |
| 25 «Двухэтажный состав» | Ижевск — Москва           | 26 «Двухэтажный состав» | Москва — Ижевск           |
| 51                      | Ижевск — Нижний Новгород  | 52                      | Нижний Новгород — Ижевск  |
| 75                      | Омск — Симферополь        | 76                      | Симферополь — Омск        |
| 81                      | Улан-Удэ — Москва         | 82                      | Москва — Улан-Удэ         |
| 89                      | Петропавловск — Москва    | 90                      | Москва — Петропавловск    |
| 107                     | Нижневартовск — Волгоград | 108                     | Волгоград — Нижневартовск |
| 111                     | Круглое Поле — Москва     | 112                     | Москва — Круглое Поле     |
| 115                     | Томск — Адлер             | 116                     | Адлер — Томск             |
| 117                     | Новокузнецк — Москва      | 118                     | Москва — Новокузнецк      |
| 139                     | Барнаул — Адлер           | 140                     | Адлер — Барнаул           |
| 325                     | Пермь — Новороссийск      | 326                     | Новороссийск — Пермь      |
| 377                     | Новый Уренгой — Казань    | 378                     | Казань — Новый Уренгой    |
| 397                     | Киров — Казань            | 388                     | Казань — Киров            |
| 445                     | Екатеринбург — Кисловодск | 446                     | Кисловодск — Екатеринбург |

### Сезонное движение поездов
| № поезда | Маршрут движения      | № поезда | Маршрут движения      |
| -------- | --------------------- | -------- | --------------------- |
| 497      | Ижевск — Адлер        | 498      | Адлер — Ижевск        |
| 507      | Ижевск — Новороссийск | 508      | Новороссийск — Ижевск |

## Пригородные электропоезда
Пригородные перевозки по станции обслуживает ППК «Содружество». По состоянию на май 2017 года через станцию проходят следующие электрички:
| № поезда            | Маршрут движения               | № поезда            | Маршрут движения               |
| ------------------- | ------------------------------ | ------------------- | ------------------------------ |
| 6421 6427 6429 6431 | Сосновка — Казань-Пасс.        | 6410 6422 6424 6440 | Казань-Пасс. — Сосновка        |
| 6423                | Кизнер — Казань-Пасс.          | 6438                | Казань-Пасс. — Кизнер          |
| 6933/6923 6935/6925 | Ижевск — Кизнер — Казань-Пасс. | 6924/6934 6926/6936 | Казань-Пасс. — Кизнер — Ижевск |
| 6371/6379           | Ижевск — Вятские Поляны        | 6374                | Вятские Поляны — Ижевск        |
| 6425 (летом)        | Вятские Поляны - Казань-Пасс.  | 6428, 6420 (летом)  | Казань-Пасс. — Вятские Поляны  |